# Alain Goma
Alain Goma (Sault, 5 ottobre 1972) è un ex calciatore francese, di ruolo difensore.

## Palmarès

### Club

#### Competizioni nazionali
- Campionato francese: 1

Auxerre: 1995-1996
- Coppa di Francia: 2

Auxerre: 1993-1994, 1995-1996
- Supercoppa francese: 1

PSG: 1998

#### Competizioni internazionali
- Coppa Intertoto UEFA: 2

Auxerre: 1997
Fulham: 2002